# Чхве Ёнсу
Чхве Ёнсу (род. 10 сентября 1973, Пусан) — южнокорейский футболист и футбольный тренер. Он провёл свою профессиональную игровую карьеру в Корее и Японии на позиции нападающего. В настоящее время — тренер.
Чхве представлял Южную Корею на летних Олимпийских играх 1996, чемпионатах мира 1998 и 2002 годов.

## Биография
Чхве играл на позиции нападающего за «Сеул» в южнокорейской K-лиге и за несколько различных клубов из японской J-лиги. Он считается одним из лучших игроков «Сеула».
Чхве играл в летних Олимпийских играх 1996, а также представлял свою страну на мундиалях 1998 и 2002 годов. В Австралии и Пакистане Ён Су известен как «Юнис Чхве», это прозвище было дано ему за низколетящие крученные удары по воротам. Похожие удары наносил пакистанский крикетист Вакар Юнис.
В январе 2006 года Чхве был назначен помощником главного тренера «Сеула». В апреле 2011 года он был назначен исполняющим обязанности тренера. После того, как он вывел клуб на пятое место в чемпионате, в декабре 2012 года он был назначен главным тренером клуба и в том же сезоне выиграл K-Лигу. В июле 2015 года «Цзянсу Сунин» предложил Чхве контракт на два с половиной года стоимостью 5 миллионов долларов, но Чхве отклонил предложение, оставшись верным «Сеулу». Однако 22 июня 2016 года он провёл последний матч в качестве тренера «Сеула».
21 июня 2016 года он был официально назначен тренером «Цзянсу Сунин». 11 октября 2018 года стал тренером «Сеула», которому грозил вылет из высшего дивизиона. 9 декабря 2018 года Чхве выиграл плей-офф за сохранение места в элите у «Пусан Ай Парк», успешно сохранив «Сеул» в K-лиге. 30 июля 2020 года он ушел из «Сеула» из-за плохих результатов в сезоне.
17 ноября 2021 года Чхве приступил к работе с футбольным клубом «Канвон». 14 июня 2023 года Чхве у руля клуба сменил Ён Джун Хван.
В ноябре 2006 года Чхве развёлся с женой после 15-месячного брака. Его бывшая жена, участница конкурса Мисс Корея, подала в суд, чтобы, по условиям брачного контракта, получить половину нажитой недвижимости, записанной на Чхве.

## Государственные награды
- Орден «За спортивные заслуги» 2 класса Республики Корея — орден Отважного тигра (2 июля 2002)[7]